# Simeon ten Holt
Simeon ten Holt (né à Bergen (Hollande-Septentrionale) le 24 janvier 1923 et mort à Alkmaar, le 25 novembre 2012) est un compositeur néerlandais.

## Biographie
Après avoir fait ses études chez le compositeur Jacob van Domselaer (à Bergen, Hollande-septentrionale), Ten Holt part en 1949 à Paris, où il suit des cours chez Arthur Honegger et Darius Milhaud, à l’École normale de musique de Paris.  Il retourne à Bergen en 1954. Au cours des années 50, il compose les Bagatellen, et un certain nombre de pièces dans lesquelles il exprime sa pensée diagonale : Diagonaalmuziek (1956-1958), Diagonaalsuite (1957) et Diagonaalsonate (1959). Cette idée comprenait l’usage simultané de tonalités dans un rapport tritonique. De cette manière, Ten Holt pouvait manier plus librement la contradiction entre la tonalité et l’atonalité. 
À partir de 1961, Ten Holt subit l’influence du sérialisme. Le Cyclus aan de waanzin (1961) en fut la première expression.  Il publiait également des articles dans le magazine littéraire Raster, fut actif dans la vie artistique de Bergen, et expérimentait avec la musique électronique et le théâtre musical.
Dans les années 70, Ten Holt renonce à la méthode sérielle. Pendant des années (1975-1979), il travaille sur Canto Ostinato, qui lui vaudra beaucoup de succès. Sur la même pensée, basée sur la répétition et la tonalité, il crée au fil des ans plusieurs pièces pour piano : Lemniscaat (1983), Horizon (1985), Incantatie IV (1990) et Méandres (1999). Ten Holt appelait ces pièces des réflexions de sa propre vie intérieure, par opposition aux œuvres formalistes, qu’il avait écrites avant Canto Ostinato.
Les représentations de sa musique sont souvent des événements totaux, où les pianistes et le public se relaient, à cause de la possibilité de faire durer une pièce plusieurs heures. Une représentation de Lemniscaat à Bergen prenait par exemple presque 24 heures. La pièce a été jouée en des endroits inhabituels – entre autres, dans le hall de la gare de Rotterdam ou de Groningen. En 2007, le pianiste Jeroen van Veen (en) proposa avec son ensemble une représentation de Canto Ostinato sur cinq pianos Fiazoli à la gare d’Utrecht. 
En 2011, une version de Canto Ostinato pour harpe et électronique a été créée par Inner Act : Gwyneth Wentink (harpiste), Wouter Snoei (artiste sonore) et Arnout Hulskamp (artiste visuel et VJ). Sous cette forme, l’œuvre est jouée jusqu’en Inde. 
En 2013, une version de Canto pour 8 violoncelles va être enregistrée par le Cello 8ctet, elle avait été présentée à Simeon ten Holt peu de temps avant sa mort.

## Œuvres

### Piano
- Kompositie I, II, III, IV (1942 - 1945)
- Sonate (1953)
- 20 Bagatellen (1954)
- Allegro ex machina (1955)
- Diagonaalsuite (1957)
- Muziek voor Pieter, 7 petites pièces pour piano (1958)
- Diagonaalsonate (1959)
- Soloduiveldans I (1959)
- Epigrammen (1959)
- 5 Etudes (1961)
- Cyclus aan de Waanzin (1961-1962)
- Sekwensen, pour 1 ou 2 pianos (1965)
- Interpolations (1969)
- 5 Pieces (1970 - 1972)
- Canto Ostinato, pour 1 ou plusieurs claviers (1976 - 1979)
- Natalon in E (1980)
- Lemniscaat, pour claviers (1982 - 1983)
- Horizon, pour claviers (1983 - 1985)
- Soloduiveldans II (1986)
- Incantatie IV, pour claviers et autres instruments (1987 - 1990)
- Soloduiveldans III (1990)
- Schaduw noch Prooi, pour 2 pianos (1993 - 1995)
- Eadem sed Aliter (la même chose mais autrement) (1995)
- Méandres, pour 4 pianos (1997)
- Soloduiveldans IV (1998)

### Musique de chambre
- Suite, pour quatuor à cordes (2 violons, alto, violoncelle) (1954 -1955)
- Diagonaalmuziek, pour cordes (1958)
- Quartetto: per archi, (2 violons, alto, violoncelle) (1965)
- Differenties, pour ensemble mixte, (3 clarinettes, piano, vibraphone, 2 - 11 joueurs) (1969)
- Scenario-X, pour quintette à cuivres (2 trompettes, cor, trombone, tuba) (1970)
- Palimpsest, pour septuor à cordes (4 violons, alto, violoncelle et contrebasse) (1990-1992, 1993 révisé)
- Capriccio, pour violon solo (1999)

### Musique électronique
- Inferno I & II (1970 - 1971)
- Module IV (1970 - 1972)
- I am Sylvia but somebody else (1973)

### Vocal
- ..A/ .TA-LON, pour mezzo-soprano et 36 instrumentistes qui parlent et jouent (soprano, piccolo, flûte, flûte en sol, 2 hautbois, cor anglais, clarinette en mi bémol, 2 clarinettes, 2 clarinettes basses, basson, 3 trompettes, trombone, 2 cors, harpe, guitare, mandoline, piano, marimba, vibraphone, 3 violons, 3 altos, 3 violoncelles et 3 contrebasses. - Klanktekst) (1967 - 1968)
- Koorprojekt 75, matériau de base pour 3 groupes de chœur, 4 voix parlantes, électroniques (1975)
- Bi-Ba-Bo pour quatuor vocal (1980)

### Autres
- Tripticon, pour percussion (1965)
- Kockyn : een kermiskroniek, musique de film pour piano, guitare et métallophone (1966)
- Une musique blanche pour orchestre (1980 - 1982)